# Minnesota Vikings 1970
La stagione NFL 1970 fu la 10ª per i Minnesota Vikings nella Lega.

## Scelte nel Draft 1970
| Draft NFL 1970   |                  |                  |                                                                |                                                                |                                                                |                                                                |                                                                |
| Ordine del Draft | Ordine del Draft | Ordine del Draft | Giocatore                                                      | Ruolo                                                          | College                                                        | Note                                                           |                                                                |
| Giro             | Scelta           | Generale         | Giocatore                                                      | Ruolo                                                          | College                                                        | Note                                                           |                                                                |
| 1                | 25               | 25               | John Ward                                                      | Offensive tackle                                               | Oklahoma State                                                 |                                                                |                                                                |
| 2                | 25               | 51               | Bill Cappleman                                                 | Quarterback                                                    | Florida State                                                  |                                                                |                                                                |
| 3                | 25               | 77               | Chuck Burgoon                                                  | Linebacker                                                     | North Park                                                     |                                                                |                                                                |
| 4                | 25               | 103              | Scambiata con i New Orleans Saints[a]                          | Scambiata con i New Orleans Saints[a]                          | Scambiata con i New Orleans Saints[a]                          |                                                                |                                                                |
| 5                | 25               | 129              | Greg Jones                                                     | Running back                                                   | UCLA                                                           |                                                                |                                                                |
| 6                | 25               | 155              | Scambiata con i Pittsburgh Steelers[b]                         | Scambiata con i Pittsburgh Steelers[b]                         | Scambiata con i Pittsburgh Steelers[b]                         |                                                                |                                                                |
| 7                | 25               | 181              | Hap Farber                                                     | Linebacker                                                     | Mississippi                                                    |                                                                |                                                                |
| 8                | 25               | 207              | Mike Carroll                                                   | Guardia                                                        | Missouri                                                       |                                                                |                                                                |
| 9                | 25               | 233              | George Morrow                                                  | Defensive end                                                  | Mississippi                                                    |                                                                |                                                                |
| 10               | 25               | 259              | Stu Voigt                                                      | Tight end                                                      | Wisconsin                                                      |                                                                |                                                                |
| 11               | 25               | 285              | Godfrey Zaunbrecher                                            | Centro                                                         | Louisiana State                                                |                                                                |                                                                |
| 12               | 25               | 311              | James Holland                                                  | Defensive back                                                 | Jackson State                                                  |                                                                |                                                                |
| 13               | 25               | 337              | Robert Pearce                                                  | Defensive back                                                 | Stephen F. Austin                                              |                                                                |                                                                |
| 14               | 25               | 363              | Tommy Spinks                                                   | Wide receiver                                                  | Louisiana Tech                                                 |                                                                |                                                                |
| 15               | 25               | 389              | Bennie Francis                                                 | Defensive end                                                  | Chadron State                                                  |                                                                |                                                                |
| 16               | 25               | 415              | Bruce Cerone                                                   | Wide receiver                                                  | Emporia State                                                  |                                                                |                                                                |
| 17               | 25               | 441              | Brian Healy                                                    | Defensive back                                                 | Michigan                                                       |                                                                |                                                                |
| Legenda          | Legenda          | Legenda          | Ha partecipato ad almeno un Pro Bowl in carriera Hall of Famer | Ha partecipato ad almeno un Pro Bowl in carriera Hall of Famer | Ha partecipato ad almeno un Pro Bowl in carriera Hall of Famer | Ha partecipato ad almeno un Pro Bowl in carriera Hall of Famer | Ha partecipato ad almeno un Pro Bowl in carriera Hall of Famer |

Note:
- [a] I Vikings scambiarono la loro scelta nel 4º giro (103ª assoluta) con i Saints in cambio del TE Kent Kramer.
- [b] I Vikings scambiarono la loro scelta nel 6º giro (155ª assoluta) con gli Steelers in cambio del TE Tony Jeter.

## Partite

### Stagione regolare
| Calendario |              |            |                     |           |                          |            |        |
| Settimana  | Data         | Ora (CDT)  | Avversario          | Risultato | Stadio                   | Spettatori | Record |
| 1          | 20 settembre | 3:00 p.m.  | Kansas City Chiefs  | V 27-10   | Metropolitan Stadium     | 47.900     | 1-0    |
| 2          | 27 settembre | 1:00 p.m.  | New Orleans Saints  | V 26-0    | Metropolitan Stadium     | 47.900     | 2-0    |
| 3          | 4 ottobre    | 3:00 p.m.  | Green Bay Packers   | P 13-10   | Milwaukee County Stadium | 47.967     | 2-1    |
| 4          | 11 ottobre   | 1:00 p.m.  | Chicago Bears       | V 24-0    | Wrigley Field            | 45.485     | 3-1    |
| 5          | 18 ottobre   | 3:00 p.m.  | Dallas Cowboys      | V 54-13   | Metropolitan Stadium     | 47.900     | 4-1    |
| 6          | 26 ottobre   | 8:00 p.m.  | Los Angeles Rams    | V 13-3    | Metropolitan Stadium     | 47.900     | 5-1    |
| 7          | 1º novembre  | 12:00 p.m. | Detroit Lions       | V 30-17   | Tiger Stadium            | 58.210     | 6-1    |
| 8          | 8 novembre   | 12:00 p.m. | Washington Redskins | V 19-10   | RFK Stadium              | 50.415     | 7-1    |
| 9          | 15 novembre  | 1:00 p.m.  | Detroit Lions       | V 24-20   | Metropolitan Stadium     | 47.900     | 8-1    |
| 10         | 22 novembre  | 1:00 p.m.  | Green Bay Packers   | V 10-3    | Metropolitan Stadium     | 47.900     | 9-1    |
| 11         | 29 novembre  | 12:00 p.m. | New York Jets       | P 20-10   | Shea Stadium             | 62.333     | 9-2    |
| 12         | 5 dicembre   | 12:15 p.m. | Chicago Bears       | V 16-13   | Metropolitan Stadium     | 47.900     | 10-2   |
| 13         | 13 dicembre  | 11:00 a.m. | Boston Patriots     | V 35-14   | Harvard Stadium          | 37.819     | 11-2   |
| 14         | 20 dicembre  | 12:00 p.m. | Atlanta Falcons     | V 37-7    | Atlanta Stadium          | 57.992     | 12-2   |

### Playoff
| Settimana          | Data             | Ora (CDT)  | Avversario          | Risultato | Stadio               | Spettatori | Record |
| ------------------ | ---------------- | ---------- | ------------------- | --------- | -------------------- | ---------- | ------ |
| Divisional Playoff | 27 dicembre 1970 | 12:00 p.m. | San Francisco 49ers | P 17-14   | Metropolitan Stadium | 46.050     | 0-1    |

## Classifiche

### Division
| Classifica della NFL Central Division 1970 | Classifica della NFL Central Division 1970 | Classifica della NFL Central Division 1970 | Classifica della NFL Central Division 1970 | Classifica della NFL Central Division 1970 | Classifica della NFL Central Division 1970 | Classifica della NFL Central Division 1970 | Classifica della NFL Central Division 1970 | Classifica della NFL Central Division 1970 | Classifica della NFL Central Division 1970 | Classifica della NFL Central Division 1970 | Classifica della NFL Central Division 1970 | Classifica della NFL Central Division 1970 | Classifica della NFL Central Division 1970 | Classifica della NFL Central Division 1970 | Classifica della NFL Central Division 1970 | Classifica della NFL Central Division 1970 | Classifica della NFL Central Division 1970 |
|                                            | V                                          | P                                          | N                                          | PCT                                        | DIV                                        | DIV PCT                                    | CONF                                       | CONF PCT                                   | NON CONF                                   | C                                          | T                                          | PR                                         | PS                                         | DP                                         | TD                                         | STR                                        | PO                                         |
| ------------------------------------------ | ------------------------------------------ | ------------------------------------------ | ------------------------------------------ | ------------------------------------------ | ------------------------------------------ | ------------------------------------------ | ------------------------------------------ | ------------------------------------------ | ------------------------------------------ | ------------------------------------------ | ------------------------------------------ | ------------------------------------------ | ------------------------------------------ | ------------------------------------------ | ------------------------------------------ | ------------------------------------------ | ------------------------------------------ |
| Minnesota Vikings                          | 12                                         | 2                                          | 0                                          | 85,7%                                      | 5-1                                        | 83,3%                                      | 9-2                                        | 81,8%                                      | 2-1                                        | 7-0                                        | 5-2                                        | 335                                        | 143                                        | 192                                        | 35                                         | V-3                                        | Div                                        |
| Detroit Lions                              | 10                                         | 4                                          | 0                                          | 71,4%                                      | 4-2                                        | 66,7%                                      | 7-4                                        | 63,6%                                      | 3-0                                        | 6-1                                        | 4-3                                        | 347                                        | 202                                        | 145                                        | 41                                         | V-5                                        | WC                                         |
| Green Bay Packers                          | 6                                          | 8                                          | 0                                          | 42,9%                                      | 2-4                                        | 33,3%                                      | 4-7                                        | 36,4%                                      | 2-1                                        | 4-3                                        | 2-5                                        | 196                                        | 293                                        | -97                                        | 22                                         | P-2                                        |                                            |
| Chicago Bears                              | 6                                          | 8                                          | 0                                          | 42,9%                                      | 1-5                                        | 16,7%                                      | 5-6                                        | 45,5%                                      | 1-2                                        | 3-4                                        | 3-4                                        | 256                                        | 261                                        | -5                                         | 28                                         | V-2                                        |                                            |